# Medetera japonica
Medetera japonica är en tvåvingeart som beskrevs av Negrobov 1970. Medetera japonica ingår i släktet Medetera och familjen styltflugor. Inga underarter finns listade i Catalogue of Life.